# Journal of Molecular Modeling
Journal of Molecular Modeling (abrégé en J. Mol. Model.) est une revue scientifique mensuelle à comité de lecture qui publie des articles concernant le domaine de la modélisation moléculaire.
D'après le Journal Citation Reports, le facteur d'impact de ce journal était de 1,736 en 2014. L'actuel directeur de publication est Timothy Clark (Université Friedrich-Alexander d'Erlangen-Nuremberg, Allemagne).